# Arquidiócesis de Kampala
La arquidiócesis de Kampala (en latín: Archidioecesis Kampalaensis y en inglés: Roman Catholic Archdiocese of Kampala) es una circunscripción eclesiástica de la Iglesia católica en Uganda. Se trata de una arquidiócesis latina, sede metropolitana de la provincia eclesiástica de Kampala. Desde el 9 de diciembre de 2021 su arzobispo es Paul Ssemogerere.

## Territorio y organización
La arquidiócesis tiene 3644 km² y extiende su jurisdicción sobre los fieles católicos de rito latino residentes en la región Central en los distritos de: Kampala, Mpigi y Wakiso.
La sede de la arquidiócesis se encuentra en la ciudad de Kampala, en donde se halla la Catedral de Santa María. En la diócesis se encuentra la excatedral de San Pedro, en Nsambya, y dos basílicas menores dedicadas a los Santos Mártires Ugandeses, una es la basílica de los Mártires de Uganda, en Namugongo, y la otra en Munyonyo.
En 2019 en la arquidiócesis existían 66 parroquias agrupadas en 4 vicariatos y 12 decanatos.
La arquidiócesis tiene como sufragáneas a las diócesis de: Kasana-Luweero, Kiyinda-Mityana, Lugazi y Masaka.

## Historia
El provicariato apostólico de Nyanza fue erigido el 27 de septiembre de 1880 con el decreto Cum R.P.D. Karolus Lavigerie de la Congregación de Propaganda Fide, obteniendo el territorio del vicariato apostólico de África Central (hoy la arquidiócesis de Jartum).
El 31 de mayo de 1883 fue elevado al rango de vicariato apostólico con el nombre de vicariato apostólico de Victoria-Nyanza.
El 13 de julio de 1894, en virtud del breve Ex hac beati del papa León XIII, cedió una parte de su territorio para la erección de los vicariatos apostólicos del Alto Nilo (hoy arquidiócesis de Tororo) y del Sur de Victoria-Nyanza (hoy arquidiócesis de Mwanza) y al mismo tiempo cambió nuevamente su nombre por el de vicariato apostólico de Victoria-Nyanza del Norte.
El 15 de enero de 1915 cambió nuevamente su nombre a vicariato apostólico de Uganda mediante el decreto Ad preces.
El 27 de junio de 1922 cedió una porción de su territorio para la erección de la prefectura apostólica de Lago Alberto (hoy diócesis de Bunia) mediante el breve Quae catholico del papa Pío XI.
El 28 de mayo de 1934 cedió una porción de su territorio para la erección del vicariato apostólico de Ruwenzori (hoy arquidiócesis de Mbarara) mediante la bula Martyrum sanguinem del papa Pío XI.
El 25 de mayo de 1939 cedió otra porción de su territorio para la erección del vicariato apostólico de Masaka (hoy diócesis de Masaka) mediante la bula In Ugandensis del papa Pío XII.
El 25 de marzo de 1953, en virtud de la bula Quemadmodum ad Nos del papa Pío XII, el vicariato apostólico fue elevado al rango de arquidiócesis metropolitana con el nombre de arquidiócesis de Rubaga, hoy un suburbio de Kampala.
El 9 de agosto de 1965 cedió una parte de su territorio para la erección de la diócesis de Hoima mediante la bula Quo aptius christifidelium del papa Pablo VI.
El 5 de agosto de 1966 la arquidiócesis de Rubaga se amplió con porciones de territorio que pertenecían a la diócesis de Kampala (cuyo obispado se trasladó a Jinja como diócesis de Jinja) y al mismo tiempo asumió su nombre actual.
El 17 de julio de 1981 cedió una porción de su territorio para la erección de la diócesis de Kiyinda-Mityana mediante la bula Ut populi Dei del papa Juan Pablo II.
El 30 de noviembre de 1996 cedió otras porciones de su territorio para la erección de las diócesis de Kasana-Luweero (mediante la bula Cum ad aeternam) y Lugazi (mediante la bula Quando ad aeternam) por el papa Juan Pablo II.

## Estadísticas
Según el Anuario Pontificio 2020 la arquidiócesis tenía a fines de 2019 un total de 1 952 331 fieles bautizados.
| Año                                                                             | Población            | Población | Población      | Sacerdotes | Sacerdotes    | Sacerdotes    | Bautizados por sacerdote | Diáconos permanentes | Religiosos | Religiosos | Parroquias |
| Año                                                                             | Bautizados católicos | Total     | % de católicos | Total      | Clero secular | Clero regular | Bautizados por sacerdote | Diáconos permanentes | Varones    | Mujeres    | Parroquias |
| ------------------------------------------------------------------------------- | -------------------- | --------- | -------------- | ---------- | ------------- | ------------- | ------------------------ | -------------------- | ---------- | ---------- | ---------- |
| 1950                                                                            | 207 852              | 442 130   | 47.0           | 102        | 27            | 75            | 2037                     |                      | 72         | 255        | 25         |
| 1969                                                                            | 550 000              | ?         | ?              | 300        | 200           | 100           | 1833                     |                      | 191        | 542        | 53         |
| 1980                                                                            | 879 000              | 2 730 000 | 32.2           | 215        | 129           | 86            | 4088                     |                      | 161        | 600        | 63         |
| 1990                                                                            | 923 201              | 1 811 441 | 51.0           | 246        | 176           | 70            | 3752                     |                      | 200        | 659        | 57         |
| 1999                                                                            | 1 037 061            | 2 067 400 | 50.2           | 266        | 210           | 56            | 3898                     |                      | 224        | 571        | 42         |
| 2000                                                                            | 1 046 716            | 2 077 716 | 50.4           | 282        | 225           | 57            | 3711                     |                      | 239        | 672        | 43         |
| 2001                                                                            | 1 056 371            | 2 353 991 | 44.9           | 276        | 230           | 46            | 3827                     |                      | 230        | 495        | 47         |
| 2002                                                                            | 1 153 367            | 2 412 843 | 47.8           | 250        | 211           | 39            | 4613                     |                      | 221        | 525        | 45         |
| 2003                                                                            | 1 162 977            | 2 548 191 | 45.6           | 271        | 230           | 41            | 4291                     |                      | 300        | 588        | 44         |
| 2004                                                                            | 1 198 206            | 3 274 486 | 36.6           | 293        | 244           | 49            | 4089                     |                      | 361        | 620        | 44         |
| 2006                                                                            | 1 461 217            | 3 487 392 | 41.9           | 266        | 203           | 63            | 5493                     |                      | 261        | 543        | 45         |
| 2007                                                                            | 1 505 053            | 3 592 015 | 41.9           | 282        | 219           | 63            | 5337                     | 11                   | 264        | 554        | 47         |
| 2011                                                                            | 1 601 430            | 3 920 252 | 40.9           | 299        | 240           | 59            | 5355                     |                      | 291        | 625        | 54         |
| 2013                                                                            | 1 660 500            | 3 950 800 | 42.0           | 321        | 259           | 62            | 5172                     |                      | 279        | 627        | 54         |
| 2016                                                                            | 1 740 000            | 4 242 000 | 41.0           | 360        | 288           | 72            | 4833                     |                      | 285        | 666        | 63         |
| 2019                                                                            | 1 952 331            | 4 757 721 | 41.0           | 336        | 278           | 58            | 5810                     |                      | 404        | 801        | 66         |
| Fuente: Catholic-Hierarchy, que a su vez toma los datos del Anuario Pontificio. |                      |           |                |            |               |               |                          |                      |            |            |            |

## Episcopologio
- Léon-Antoine-Augustin-Siméon Livinhac, M.Afr. † (15 de junio de 1883-4 de diciembre de 1889 renunció[18])
- Jean-Joseph Hirth, M.Afr. † (4 de diciembre de 1889-13 de julio de 1894 nombrado vicario apostólico de Victoria-Nyanza Meridional)
- Antonin Guillermain, M.Afr. † (22 de enero de 1895-14 de julio de 1896 falleció)
- Henri Streicher, M.Afr. † (1 de febrero de 1897-2 de junio de 1933 renunció)
- Joseph Georges Edouard Michaud, M.Afr. † (2 de junio de 1933 por sucesión-18 de junio de 1945 falleció)
- Louis Joseph Cabana, M.Afr. † (9 de enero de 1947-20 de diciembre de 1960 renunció[nota 1])
- Joseph Nakabaale Kiwánuka, M.Afr. † (20 de diciembre de 1960-22 de febrero de 1966 falleció)
- Emmanuel Kiwanuka Nsubuga † (5 de agosto de 1966-8 de febrero de 1990 retirado)
- Emmanuel Wamala (8 de febrero de 1990 por sucesión-19 de agosto de 2006 retirado)
- Cyprian Kizito Lwanga † (19 de agosto de 2006-3 de abril de 2021 falleció)
- Paul Ssemogerere, desde el 9 de diciembre de 2021[nota 2]